# هيلغ يورغنسون
هيلغ يورغنسون (بالدنماركية: Helge Jørgensen)، من مواليد 17 سبتمبر 1937 ، لاعب كرة قدم دنماركي سابق. لعب مع منتخب الدنمارك لكرة القدم.

## وصلات خارجية
- هيلغ يورغنسون على موقع قاعدة بيانات كرة القدم.إي يو (الإنجليزية)
- هيلغ يورغنسون على موقع ناشيونال فوتبول تيمز (الإنجليزية)